# Detlef Moerman
Detlef Moerman (Roeselare, 4 september 1985) is een Belgisch voormalig wielrenner. Hij liep in 2007 stage bij Quick Step-Innergetic en reed het jaar erna voor Willems Verandas. Hij wist geen professionele koersen te winnen. 
Baguet · Barredo · Bettini   · Boonen · Cretskens · Engels · Facci · Gárate · Grabovski · Hulsmans · de Jongh · Proni · Rosseler · Santaromita · Scarselli · Schwab · Seeldraeyers · Steegmans · Tankink · Tonti · Tosatto · Van De Walle · Van Impe · Van Petegem · Vasseur · Verheyen · Viganò · Visconti · Weylandt · Wynants · Moerman (stagiair) · Neirynck (stagiair) · Vermeersch (stagiair)
Cappelle · De Wilde · De Zutter · Ennekens · François · Hoornaert · Meeusen · Moerman · Standaert · Van Braeckel · van Heeswijk · Van Loocke · Van Moer · Vanhuffel